# والتر شميت (منافس ألعاب قوى)
والتر شميت (بالألمانية: Walter Schmidt)‏ هو منافس ألعاب قوى ألماني، ولد في 7 أغسطس 1948 في لار في ألمانيا.

## وصلات خارجية
- والتر شميت على موقع الاتحاد الدولي لألعاب القوى (الإنجليزية)
- والتر شميت على موقع أوليمبيديا (الإنجليزية)